# ワインズバーグ・オハイオ
「ワインズバーグ・オハイオ」(フルタイトル: Winesburg, Ohio: A Group of Tales of Ohio Small-Town Life、オハイオ州、ワインズバーグ：オハイオ州の小さな町の生活の物語群)は、 アメリカの作家シャーウッド・アンダーソンによる1919年の短編小説群(short story cycle])である。
この作品は、主人公のジョージ・ウィラードが子供の頃から、独立し若い男となって最終的に故郷を去るまでの半生を中心に構成されている。物語の舞台は、著者がオハイオ州クライドで過ごした子供時代の思い出に大まかに基づいているオハイオ州の架空の町ワインズバーグに設定されている。作品は、主に1915年後半から1916年初頭に執筆され、出版の直前にいくつかの物語が完成し、「...ひとつのコミュニティの背景を中心に、全体の補完的な部分として考えられた。」それぞれの物語は、町に浸透しているように見える孤独と孤立を克服するための特定のキャラクターの過去と現在の相剋を共有している。
この本は22の物語で構成されており、最初の物語「グロテスクの本」が導入部となっている。
様式的には、プロットよりもキャラクターの心理的洞察に重点を置いているため、オハイオ州ワインズバーグは、モダニズム文学の最も初期の作品の1つとして知られている

「ワインズバーグ・オハイオ」は、その道徳的な口調と型破りなストーリーテリングについてのいくつかの条件付きにもかかわらず、批評家から好評を博している。その評判は1930年代に衰退したが、その後回復し、現在では米国の産業革命前の小さな町の生活の最も影響力のある肖像画の1つと見なされている。
1998年、モダンライブラリーは、オハイオ州ワインズバーグを20世紀の英語小説ベスト100のリストで24位にランク付けした。

## ジャンル
「ワインズバーグ・オハイオ」内の構造の統一については事実上議論はないが、それが従来の小説の基準に適合していると結論付けた学者はほとんどいない。代わりに、この作品は通常、「...本格的な小説と単なる小さな物語を寄せ集めたものの中間」に置かれ、短編小説群として知られている。
その構造的統一性は別として、共通の設定、性格、象徴性、および「気分の一貫性」はすべて、別々の物語として最初に出版されたにもかかわらず、物語を結び付ける追加の特質となっている。
「ワインズバーグ・オハイオ」は、アンダーソン自身によって若い作家に喧伝され、アメリカ文学における現代の短編小説群の代表的な先駆の例として参照されてきた。
「ワインズバーグ・オハイオ」とジーン・トゥーマーの「杖」（1923）、アーネスト・ヘミングウェイの『われらの時代』（1925）、ウィリアム・フォークナーの『行け、モーゼよ』（1942）、ジョン・スタインベックの作品のいくつかの比較、とりわけ、アンダーソンの本で行われた形式を改善したものが広まっていったことを示している。

若者で作家としてのジョージ・ウィラードの成長発達に焦点を当てたことで、何人かの批評家は、「ワインズバーグ・オハイオ」を伝統的なアメリカの少年本、つまり、少年がおとなになっていく物語、教養小説 と芸術家小説の枠内に置いてきた。

## 設定

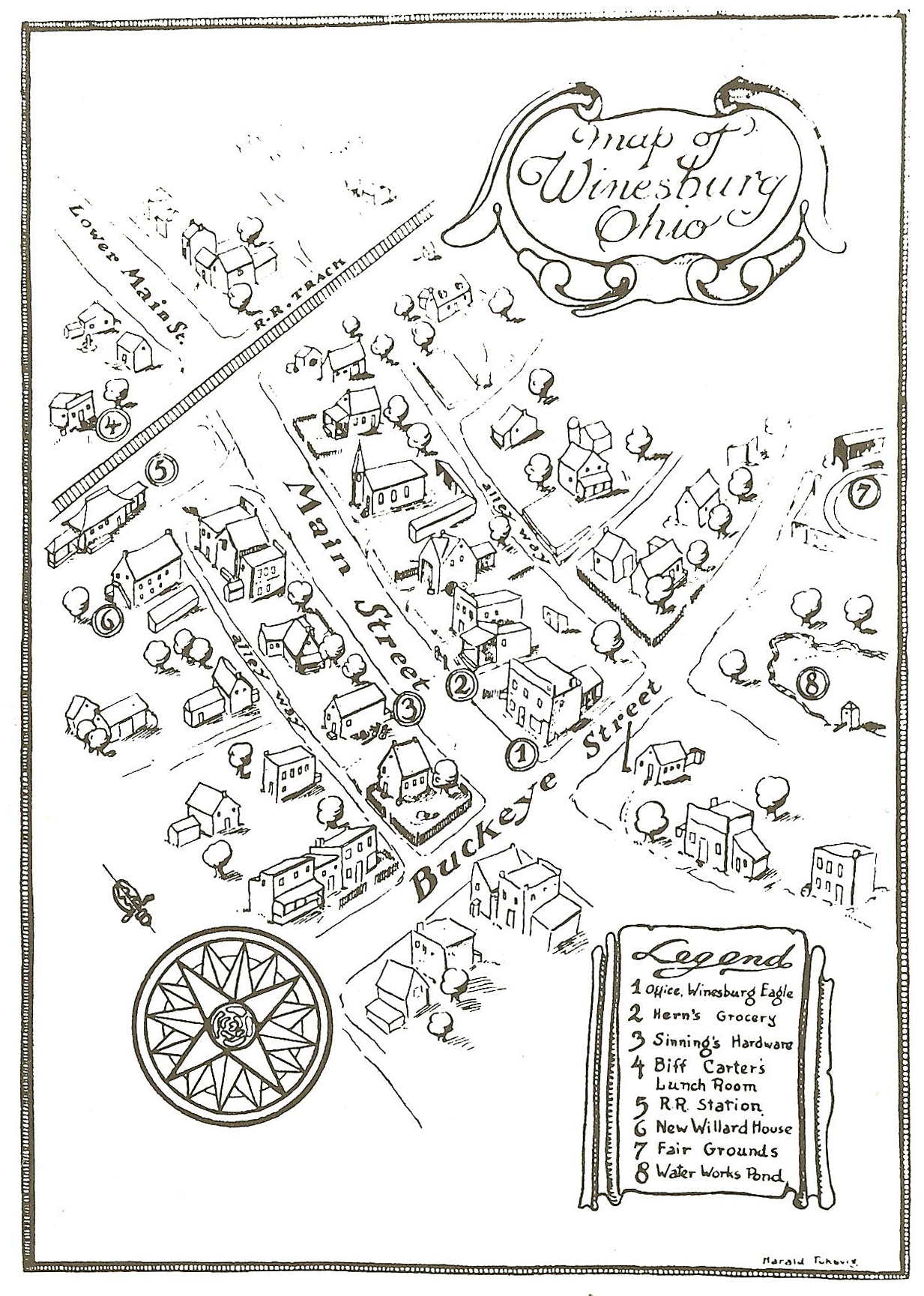
「ワインズバーグ・オハイオ」初版に収められていた架空のワインズバーグの街の地図.

本の中のワインズバーグの町が、シャーウッド・アンダーソンの子ども時代のオハイオ州クライドの思い出をもとにしていることは、広く知られている。アンダーソンは、8歳から19歳まで1884年 - 1896年)その町に住んでいた。
 したがって、本のワインズバーグは、実際のオハイオ州ワインズバーグの町ではない。
この見解は、クライド とその周辺地域の特定の地理的詳細への言及に加えて、いくつかのワインズバーグのキャラクターとクライドの町民の名前と資質の類似性によって裏付けられている。
アンダーソンが本の中で町にワインズバーグという名前を選んだ理由は不明である。知られていることは、名前が必ずしも物語自体に触発されたわけではないということである。実際、アンダーソンはオハイオ州ワインズバーグを、ワインズバーグの物語を構想する数年前に、何度も執筆していた未完成の小説の主人公であるタルボット・ウィッティンガムの拠点として使用していた。
しかし、本物のクライドと架空のワインズバーグの間の直接的な関係は、研究者の推測のままに留まっている。アンダーソンは、作家のリアリズムの概念で、「...オハイオ州ワインズバーグの私自身の本の1つは、オハイオの村の生活の正確な絵だと人々が言うのを聞いたとき、彼は「ショック」を受けた」と書いている。著者はさらに、「ほとんどすべてのキャラクターのヒントは、家の大部屋に泊まっている私の同居仲間から得られた...」これらの同居者は「...若いミュージシャン、若い作家、画家、俳優」であり、さらにとシカゴの北側にあるアンダーソンの近くに住んでいて、彼が「芸術の小さな子供たち」と呼ん人々だったという。真実はおそらく、クライドの思い出と下宿屋でアンダーソンが関わったいろんな雑多な人たちの記憶が「混じり合ったもの」のあたりにあるのではないだろうか。

## 構成
題は小島・浜本訳に基づく。
- グロテスクな人々についての本（The Book of the Grotesque）
- 手（Hands）
- 紙の玉（Paper Pills）
- 母親（Mother）
- 思いつめる人（The Philosopher）
- 誰にもわかりはしない（Nobody Knows）
- 神への思い（Godliness）
- 創意の男（A Man of Ideas）
- 冒険（Adventure）
- 品のよさ（Respectability）
- 物思う人（The Thinker）
- タンディ（Tandy）
- 神の力（The Strength of God）
- 女教師（The Teacher）
- 孤独（Loneliness）
- 目ざめ（An Awakening）
- 「変人」（“Queer”）
- つかなかった嘘（The Untold Lie）
- 酒（Drink）
- 死（Death）
- ものがわかる（Sophistication）
- 門出（Departure）

## 日本語訳
- 山屋三郎訳 『ワインズバーグ物語』 春陽堂 1933年、「ワインズバーグ・オハイオ」角川書店（角川文庫） 1953年
- 大橋吉之輔訳 『ワインズバーグ物語』荒地出版社（現代アメリカ文学全集01）1957年
- 橋本福夫訳 『ワインズバーグ・オハイオ』新潮社（新潮文庫） 1959年
- 金関寿夫訳 『南回帰線 ワインズバーグ・オハイオ』集英社（愛蔵版世界文学全集31）1974年、新版（世界文学全集 ベラージュ69）1979年
- 小島信夫、浜本武雄訳 『ワインズバーグ・オハイオ』講談社（世界文学全集87）1979年、講談社文芸文庫　1997年
- 上岡伸雄訳 『ワインズバーグ、オハイオ』新潮社（新潮文庫） 2018年
- 「手」『ご主人を拝借 - 男と男官能の選集』芦野淳訳 心交社 1995年
- 「手」大津栄一郎訳 『20世紀アメリカ短篇選 Vol.1』 大津栄一郎編 岩波書店（岩波文庫） 1999年
- 「手」坂本美枝訳 『ゲイ短編小説集』大橋洋一監訳 平凡社 1999年